# Eusebio Donoso Cortés
Eusebio Donoso Cortés y Fernández Canedo (Don Benito, 1823-Badajoz, 1881) fue un político español.

## Biografía
Nacido en la localidad pacense de Don Benito el 5 de marzo de 1823, si bien alguna fuente apunta 1819, estudió en el Seminario Conciliar de San Ahton, de Badajoz, y completó la carrera literaria en la Universidad de Sevilla, siguiendo los estudios de Derecho. A la influencia de su hermano Juan se debió que Eusebio entrara en la política desde joven. Fue alcalde de Don Benito entre 1846 y 1850, además de alcalde-corregidor de Badajoz, y más adelante diputado a Cortes en las legislaturas de 1850 a 1851, 1853 y 1854, figurando en las mayorías conservadoras del partido moderado. También ocupó los puestos de gobernador civil de Canarias, Castellón y otras provincias, demás de consejero de Estado. Falleció en 1881 en Badajoz.